# Leandro Castán
Leandro Castán da Silva (Jaú, 5 novembre 1986) è un ex calciatore brasiliano, di ruolo difensore.

## Caratteristiche tecniche
È stato un difensore centrale di piede sinistro, dotato di grande forza fisica, abile nel gioco aereo e nella fase di costruzione del gioco.

## Carriera

### Club

#### La carriera in Brasile e l'esperienza all'Helsingborg
Inizia la sua carriera nelle giovanili dell'Atlético Mineiro, dove fa anche il suo esordio nel Brasileirão.
Nell'estate del 2007 ha avuto una breve esperienza all'Helsingborg, dove ha collezionato 4 presenze in campionato, riuscendo a segnare una rete in una gara di Coppa UEFA contro il PSV Eindhoven nelle 3 gare disputate nella competizione europea.
Tornato di nuovo in patria in Brasile, riparte dal Grêmio Barueri, dove disputa 2 stagioni tra la Serie A e la Serie B brasiliana.
Nel 2010 approda al Corinthians, dove conquista un posto da titolare. Nel 2011 con la maglia del Timão vince il Campionato brasiliano. Nel 2012 vince la Coppa Libertadores, battendo in finale il Boca Juniors.

#### Roma
Il 18 luglio 2012 passa alla Roma, firmando un contratto dalla durata di 4 anni a fronte del riconoscimento al Corinthians della cifra di 5 milioni di euro. Il 26 agosto 2012 fa il suo esordio nella partita casalinga contro il Catania, terminata 2-2. L'8 dicembre 2012 segna il primo gol con la maglia giallorossa nella partita Roma-Fiorentina, terminata 4-2 per i padroni di casa. Conclude la sua prima stagione in giallorosso totalizzando 34 presenze ed una rete.
Nella sua seconda stagione in giallorosso, fa il suo debutto il 25 agosto 2013 nella vittoriosa trasferta contro il Livorno.. Nel resto della stagione, ricopre nuovamente il ruolo da titolare, che lo portano a totalizzare 40 presenze, tra campionato e Coppa Italia.
Il 29 maggio 2014 il giocatore raggiunge l'accordo per il prolungamento del contratto, legandosi alla Roma fino al 30 giugno 2018.
Nella terza stagione, il giocatore subisce una serie d'infortuni nel precampionato e dopo il suo esordio stagionale, avvenuto il 13 settembre 2014 nella vittoria esterna per 1 a 0 contro l'Empoli, subisce un nuovo infortunio muscolare che lo costringe ad essere sostituito durante l'intervallo. Da quel giorno, il giocatore rimane indisponibile, senza che si avessero notizie certe sull'entità del suo infortunio. In un primo momento si era pensato ad un protrarsi di un infortunio muscolare, accompagnato in seguito da un episodio di otite e labirintite, fino a quando il 20 novembre, la Roma fa uscire una nota ufficiale sulle condizioni del calciatore: viene riscontrato un cavernoma per il quale il giocatore è stato sottoposto ad un intervento neurochirurgico il 3 dicembre 2014, nel quale si è provveduto alla totale rimozione dello stesso.
Nella stagione successiva (2015-2016), tornato arruolabile dopo l'intervento, ottiene solo 6 presenze tra tutte le competizioni.

#### Parentesi Torino
Gioca 14 partite nel Torino, molto apprezzato dalla tifoseria. Ad un certo punto della stagione, consapevole dei suoi problemi di salute, decide sponteamente di non scendere più in campo.

#### Ritorno a Roma
Tornato a Roma nell'agosto 2017 decide di rimanere nel club e rinnovare il contratto fino al 2020 diminuendosi l'ingaggio, pur rimanendo però ai margini della squadra come quinto difensore centrale in rosa.

#### Cagliari
L'11 gennaio 2018, nella sessione di mercato invernale, si trasferisce in prestito al Cagliari. Esordisce in maglia rossoblù il 28 gennaio 2018 nella trasferta pareggiata 1-1 contro il Crotone, valevole per la 22ª giornata di Serie A 2017-2018. Il 4 febbraio seguente serve con un colpo di tacco l'assist per la rete del definitivo 2-0 siglata da Marco Sau ai danni della SPAL.

#### Vasco da Gama, Guarani e ritiro
Terminato il prestito in Sardegna fa ritorno alla Roma; tuttavia, non rientrando nei piani tecnici della società capitolina, rescinde il contratto.
Il 3 agosto 2018 fa ritorno in patria firmando per il Vasco da Gama.
Nel luglio 2022, dopo una breve esperienza al Guarani, annuncia il suo ritiro dal calcio.

### Nazionale
Il 27 settembre 2012 riceve la prima convocazione con la Nazionale brasiliana per le due amichevoli contro l'Iraq ed il Giappone. Fa il suo esordio il 16 ottobre 2012, nella partita amichevole contro il Giappone, finita 4-0 per il Brasile.

## Statistiche

### Presenze e reti nei club
Statistiche aggiornate al 2 dicembre 2018.
| Stagione                | Squadra                 | Campionato              | Campionato | Campionato | Coppe nazionali | Coppe nazionali | Coppe nazionali | Coppe continentali | Coppe continentali | Coppe continentali | Altre coppe | Altre coppe | Altre coppe | Totale | Totale |
| Stagione                | Squadra                 | Comp                    | Pres       | Reti       | Comp            | Pres            | Reti            | Comp               | Pres               | Reti               | Comp        | Pres        | Reti        | Pres   | Reti   |
| ----------------------- | ----------------------- | ----------------------- | ---------- | ---------- | --------------- | --------------- | --------------- | ------------------ | ------------------ | ------------------ | ----------- | ----------- | ----------- | ------ | ------ |
| 2005                    | Atlético Mineiro        | A1/MG+A                 | 0+25       | 0          | CB              | -               | -               | -                  | -                  | -                  | -           | -           | -           | 25     | 0      |
| 2006                    | Atlético Mineiro        | A1/MG+B                 | 13+2       | 1+0        | CB              | -               | -               | -                  | -                  | -                  | -           | -           | -           | 15     | 1      |
| 2007                    | Atlético Mineiro        | A1/MG+A                 | 0+1        | 0          | CB              | -               | -               | -                  | -                  | -                  | -           | -           | -           | 1      | 0      |
| Totale Atlético Mineiro | Totale Atlético Mineiro | Totale Atlético Mineiro | 13+28      | 1+0        |                 | -               | -               |                    | -                  | -                  |             | -           | -           | 41     | 1      |
| ago. 2007               | Helsingborg             | A                       | 4          | 0          | CS              | 0               | 0               | CU                 | 3                  | 1                  | -           | -           | -           | 7      | 1      |
| 2008                    | Grêmio Barueri          | A1/SP+B                 | 0+33       | 1          | CB              | -               | -               | -                  | -                  | -                  | -           | -           | -           | 33     | 1      |
| 2009                    | Grêmio Barueri          | A1/SP+A                 | 19+33      | 2+2        | CB              | -               | -               | -                  | -                  | -                  | -           | -           | -           | 52     | 4      |
| Totale Grêmio Barueri   | Totale Grêmio Barueri   | Totale Grêmio Barueri   | 19+66      | 2+3        |                 | -               | -               |                    | -                  | -                  |             | -           | -           | 85     | 5      |
| 2010                    | Corinthians             | A1/SP+A                 | 6+12       | 0+1        | CB              | -               | -               | CL                 | 0                  | 0                  | -           | -           | -           | 18     | 1      |
| 2011                    | Corinthians             | A1/SP+A                 | 21+35      | 0+1        | CB              | -               | -               | CL                 | 2                  | 0                  | -           | -           | -           | 58     | 1      |
| 2012                    | Corinthians             | A1/SP+A                 | 13+2       | 0          | CB              | -               | -               | CL                 | 12                 | 0                  | -           | -           | -           | 27     | 0      |
| Totale Corinthians      | Totale Corinthians      | Totale Corinthians      | 40+49      | 0+2        |                 | -               | -               |                    | 14                 | 0                  |             | -           | -           | 103    | 2      |
| 2012-2013               | Roma                    | A                       | 30         | 1          | CI              | 4               | 0               | -                  | -                  | -                  | -           | -           | -           | 34     | 1      |
| 2013-2014               | Roma                    | A                       | 36         | 0          | CI              | 4               | 0               | -                  | -                  | -                  | -           | -           | -           | 40     | 0      |
| 2014-2015               | Roma                    | A                       | 1          | 0          | CI              | 0               | 0               | UCL+UEL            | 0                  | 0                  | -           | -           | -           | 1      | 0      |
| 2015-2016               | Roma                    | A                       | 5          | 0          | CI              | 1               | 0               | UCL                | 0                  | 0                  | -           | -           | -           | 6      | 0      |
| 2016-2017               | Torino                  | A                       | 14         | 0          | CI              | 0               | 0               | -                  | -                  | -                  | -           | -           | -           | 14     | 0      |
| 2017-gen. 2018          | Roma                    | A                       | 0          | 0          | CI              | 0               | 0               | UCL                | 0                  | 0                  | -           | -           | -           | 0      | 0      |
| Totale Roma             | Totale Roma             | Totale Roma             | 72         | 1          |                 | 9               | 0               |                    | 0                  | 0                  |             | -           | -           | 81     | 1      |
| gen.-giu. 2018          | Cagliari                | A                       | 14         | 0          | CI              | -               | -               | -                  | -                  | -                  | -           | -           | -           | 14     | 0      |
| 2018                    | Vasco da Gama           | A1/RJ+A                 | 0+15       | 0          | CB              | 0               | 0               | -                  | -                  | -                  | -           | -           | -           | 15     | 0      |
| Totale carriera         | Totale carriera         | Totale carriera         | 324        | 9          |                 | 9               | 0               |                    | 17                 | 1                  |             | -           | -           | 360    | 10     |

### Cronologia presenze e reti in Nazionale
| Cronologia completa delle presenze e delle reti in nazionale ― Brasile | Cronologia completa delle presenze e delle reti in nazionale ― Brasile | Cronologia completa delle presenze e delle reti in nazionale ― Brasile | Cronologia completa delle presenze e delle reti in nazionale ― Brasile | Cronologia completa delle presenze e delle reti in nazionale ― Brasile | Cronologia completa delle presenze e delle reti in nazionale ― Brasile | Cronologia completa delle presenze e delle reti in nazionale ― Brasile | Cronologia completa delle presenze e delle reti in nazionale ― Brasile |
| Data                                                                   | Città                                                                  | In casa                                                                | Risultato                                                              | Ospiti                                                                 | Competizione                                                           | Reti                                                                   | Note                                                                   |
| ---------------------------------------------------------------------- | ---------------------------------------------------------------------- | ---------------------------------------------------------------------- | ---------------------------------------------------------------------- | ---------------------------------------------------------------------- | ---------------------------------------------------------------------- | ---------------------------------------------------------------------- | ---------------------------------------------------------------------- |
| 16-10-2012                                                             | Breslavia                                                              | Giappone                                                               | 0 – 4                                                                  | Brasile                                                                | Amichevole                                                             | -                                                                      |                                                                        |
| 14-11-2012                                                             | East Rutherford                                                        | Brasile                                                                | 1 – 1                                                                  | Colombia                                                               | Amichevole                                                             | -                                                                      | 72’ 79’                                                                |
| Totale                                                                 |                                                                        | Presenze                                                               | 2                                                                      |                                                                        | Reti                                                                   | 0                                                                      |                                                                        |

## Palmarès

### Club

#### Competizioni statali
- Campionato Mineiro: 1

Atlético Mineiro: 2007
- Taca Guanabara: 1

Vasco da Gama: 2019

#### Competizioni nazionali
- Campionato brasiliano di seconda divisione: 1

Atlético Mineiro: 2006
- Campionato brasiliano: 1

Corinthians: 2011

#### Competizioni internazionali
- Coppa Libertadores: 1

Corinthians: 2012